# اکاف (تگزاس)
اکاف، تگزاس (به انگلیسی: Acuff, Texas) در ایالات متحده آمریکا است که در تگزاس واقع شده‌است.

## خصوصیات
اکاف ۳۰ نفر جمعیت دارد و ۹۵۷٫۰۸ متر بالاتر از سطح دریا واقع شده‌است.